# Pícnic en el 4º B
Pícnic en el 4º B es una canción del grupo musical de Argentina Soda Stereo, compuesta por Gustavo Cerati, Zeta Bosio y Charly Alberti. Apareció originalmente en el álbum Doble vida de 1988, junto a canciones como «En la ciudad de la furia», «Corazón delator» y «Lo que sangra (La cúpula)», entre las demás canciones del álbum.

## Interpretaciones en vivo
Esta canción fue interpretada en la mayoría de conciertos en la Gira Doble Vida, durante el año 1988. No volvió a ser interpretada después de Gira Languis (1989 - 1990) hasta la Gira Me Verás Volver, llevada a cabo en el 2007.